# Caué Fernández
Caué Fernández (* 31. Juli 1988 in Livramento) ist ein ehemaliger brasilianischer Fußballspieler.

## Karriere

### Verein
Der auch „Cahué“ genannte, 1,84 Meter große Defensivakteur Caué Fernández spielte seit der Apertura 2008 für den uruguayischen Verein Juventud, mit dem er nach der Saison 2008/09 in die Segunda División abstieg. Ende Dezember 2010 folgte sein Wechsel zum Erstligaaufsteiger El Tanque Sisley. Dort absolvierte er 35 Spiele (kein Tor) in der Primera División. Zur Spielzeit 2013/14 wurde sein Wechsel zu Nacional Montevideo vermeldet. Bei den Bolsos blieb er in der Apertura 2013 ohne Einsatz. Mitte Januar 2014 schloss er sich im Rahmen einer Ausleihe dem Ligakonkurrenten Liverpool Montevideo an. Dort absolvierte er in der restlichen Saison 14 Spiele in der Primera División und erzielte zwei Treffer, den Abstieg der Montevideaner konnte er jedoch nicht verhindern. Zur Spielzeit 2014/15 kehrte er zu Nacional zurück. In der Saison 2014/15 wurde er nicht in der Primera División eingesetzt. Sein Verein gewann jedoch die Uruguayische Meisterschaft. Anfang August 2015 gab Nacional Fernández an die Montevideo Wanderers ab. Für die "Bohemios" genannten Montevideaner bestritt er in der Spielzeit 2015/16 sieben Erstligaspiele (kein Tor). Anfang August 2016 wechselte er zum Erstligaabsteiger El Tanque Sisley. Dort trug er mit zehn Saisoneinsätzen (kein Tor) zum Aufstieg am Ende der Spielzeit 2016 bei. Im Januar 2017 verpflichtete ihn der CD Marathón. Dort beendete er 2019 seine aktive Karriere.

### Erfolge
- Uruguayischer Meister: 2014/15
- Honduranischer Pokalsieger: 2017